# شتيفاني جيزنجر
شتيفاني جيزنجر (من مواليد 27 أغسطس 1996 في كايزرسلاوترن) عارضة أزياء ألمانية. هي الفائزة في الموسم التاسع من عرض المواهب في برنامج ألمانيا نيكست توب موديل . كانت على غلاف العالمية الألمانية في يونيو 2014.

## نشأتها
والدا جيسنجر من أصل ألماني هاجرو من سيبيريا إلى ألمانيا في عام 1995 ، قبل عام من ولادتها. لديها خلل الحركة الهدبية الأساسي واضطرت للخضوع لعملية جراحية طارئة في سن 13 عامًا. منذ عام 2016 كانت على علاقة مع يوتيوبر المبدع ماركوس باتلر.

## روابط خارجية
- شتيفاني جيزنجر على موقع IMDb (الإنجليزية)
- شتيفاني جيزنجر على موقع قاعدة بيانات الفيلم (الإنجليزية)